# Hevesy Pál
Hevesy Pál (Paul de Hevesy) (1904-ig Bisitz) (Budapest, 1883. április 9. – Kitzbühel, 1988. március 16. előtt) magyar diplomata, rendkívüli követ és meghatalmazott miniszter. Hevesy György (1885–1966) kémikus bátyja.

## Életpályája
Szülei: Hevesy-Bischitz Lajos (1851–1920) földbirtokos, kereskedő és Schossberger Eugénia (1857–1931) voltak. A budapesti Piarista Gimnáziumban érettségizett; Teleki Pál barátja lett. Zenésznek készült, de kezének izomkárosodás miatt abbahagyta tanulmányait. Jogot hallgatott Budapesten, Münchenben, Freiburgban, Párizsban és Londonban. Diploma után rövid ideig a fővárosban volt vármegyei jegyző. 1908-ban az osztrák-magyar külügyminisztériumba került. Diplomata pályáját Konstantinápolyban kezdte; jelen volt IV. Károly magyar király 1916-os megkoronázásán. Utoljára, 1936-ban, Madridban képviselte Magyarországot. 1922-től ügyvivőként dolgozott a párizsi-magyar követségen. 1927–1931 között a magyar delegáció vezetője volt a Népszövetségnél, ahol a világ élelmezési ügyeivel foglalkozott. Magyarországot képviselte a Nemzetközi Munkaügyi Hivatalnál és számos nemzetközi konferencián. 1936-ban a Cambridge-i és az Oxfordi Egyetemen tartott előadást. 1942-ben kilépett a külügyi szolgálatból. Angol állampolgárságot kapott, Londonban élt. A második világháborút követően Ausztriába költözött. Emlékirata – Kilencven év alatt a föld körül – kéziratban maradt. Az Osztrák-Magyar Monarchia utolsó diplomatája volt.
1987-ben – tévesen – világszerte halálhírét keltették, amit hamarosan cáfoltak ugyan, a Magyar életrajzi lexikon azonban mégis ezt az 1987-es dátumot rögzítette és internetes változatában a mai napig ezt közli. Elhunytának valós időpontját illető további bizonytalanság, hogy a halálhírt 1988. március 16-án adták közre, mégis, március 17-ét tartja számon a Petőfi Irodalmi Múzeum adatbázisa.
Sírja a Fiumei úti sírkertben található (27).

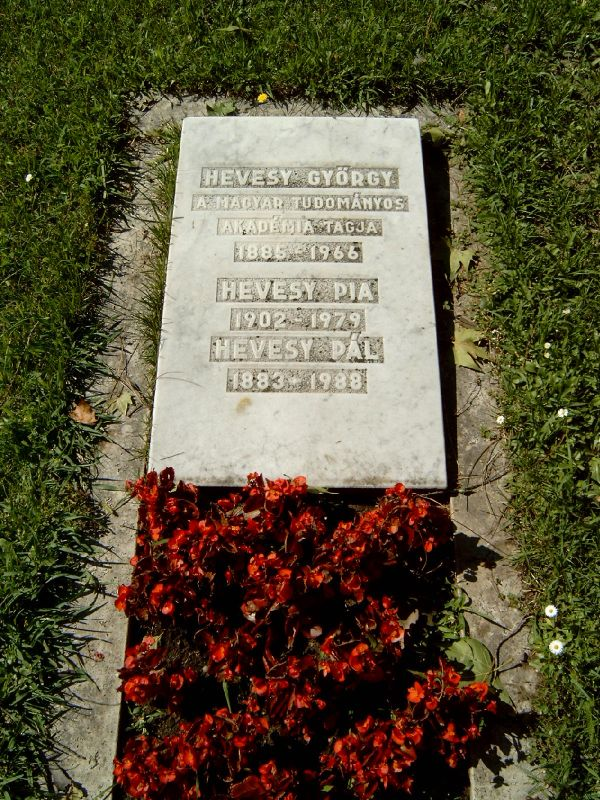
Hevesy György és Hevesy Pál sírja Budapesten. Kerepesi temető: 27

## Művei
- Le problème mondial du blé (Párizs, 1934)
- World Wheat Planning and Economic Planning in General (1940)
- Wheat and World Trade (1956)
- The Unification of the Wold: Proposals of a Diplomatist (Oxford, 1966)

## Díjai, kitüntetései
- Officier de l’Instruction Publique érdemrend (1924)
- Francia becsületrend: lovag (1928)
- a francia Académie d’Agriculture (Mezőgazdasági Akadémia) arany érme (1935)
- spanyol érdemrend nagykeresztje (1936)
- portugál érdemrend nagykeresztje (1937)